# Fläcklav
Fläcklav (Arthonia radiata) är en lavart som först beskrevs av Christiaan Hendrik Persoon, och fick sitt nu gällande namn av Erik Acharius. Fläcklav ingår i släktet Arthonia och familjen Arthoniaceae.  Arten är reproducerande i Sverige. Inga underarter finns listade i Catalogue of Life.